# Хомен, Виктор Теодор
Ви́ктор Те́одор Хоме́н (фин. Viktor Theodor Homén; 3 июля 1858, Пиексямяки, Санкт-Михельская губерния — 10 апреля 1923, Хельсинки) — финский физик, метеоролог, политик и общественный деятель; депутат эдускунты, профессор Императорского Александровского университета.

## Биография
Теодор Хомен родился 3 июля 1858 года в городе Пиексямяки в восточной части Великого княжества Финляндского входившего в состав Российской империи. Высшее образование получил в Императорском Александровском (Гельсингфорсском) университете (ныне Хельсинкский университет).
С 1898 года Хомен занимал пост профессора физики в альма-матер.
В 1904 году за свою общественную деятельность Виктор Теодор Хомен был арестован и отправлен в Санкт-Петербург, откуда был сослан на пять лет в Новгород, но уже в начале следующего года получил разрешение вернуться в Финляндию.
В научном мире В. Т. Хомен заявил о себе как автор классических работ о ночных морозах, в связи с состоянием метеорологических элементов и физическими свойствами почвы, и о суточном обороте тепла в почве и теплообмене между атмосферой и поверхностью Земли.
Помимо научной деятельности, Хомен вошёл в историю Финляндии и как политик. С 1905 по 1906 год и с 1908 по 1913 год Хомен был членом парламента Финляндии, где представлял сперва Младофинскую партию, а затем, по окончании Гражданской войны в Финляндии, с 1919 по 1922 год, Национальную коалиционную партию. 
Виктор Теодор Хомен умер 10 апреля 1923 года в городе Хельсинки.